# Alpine Journal
Das Alpine Journal (AJ, vollständig The Alpine Journal) ist eine jährlich erscheinende Zeitschrift des britischen Alpine Club und das weltweit älteste Bergsteigermagazin.

## Geschichte

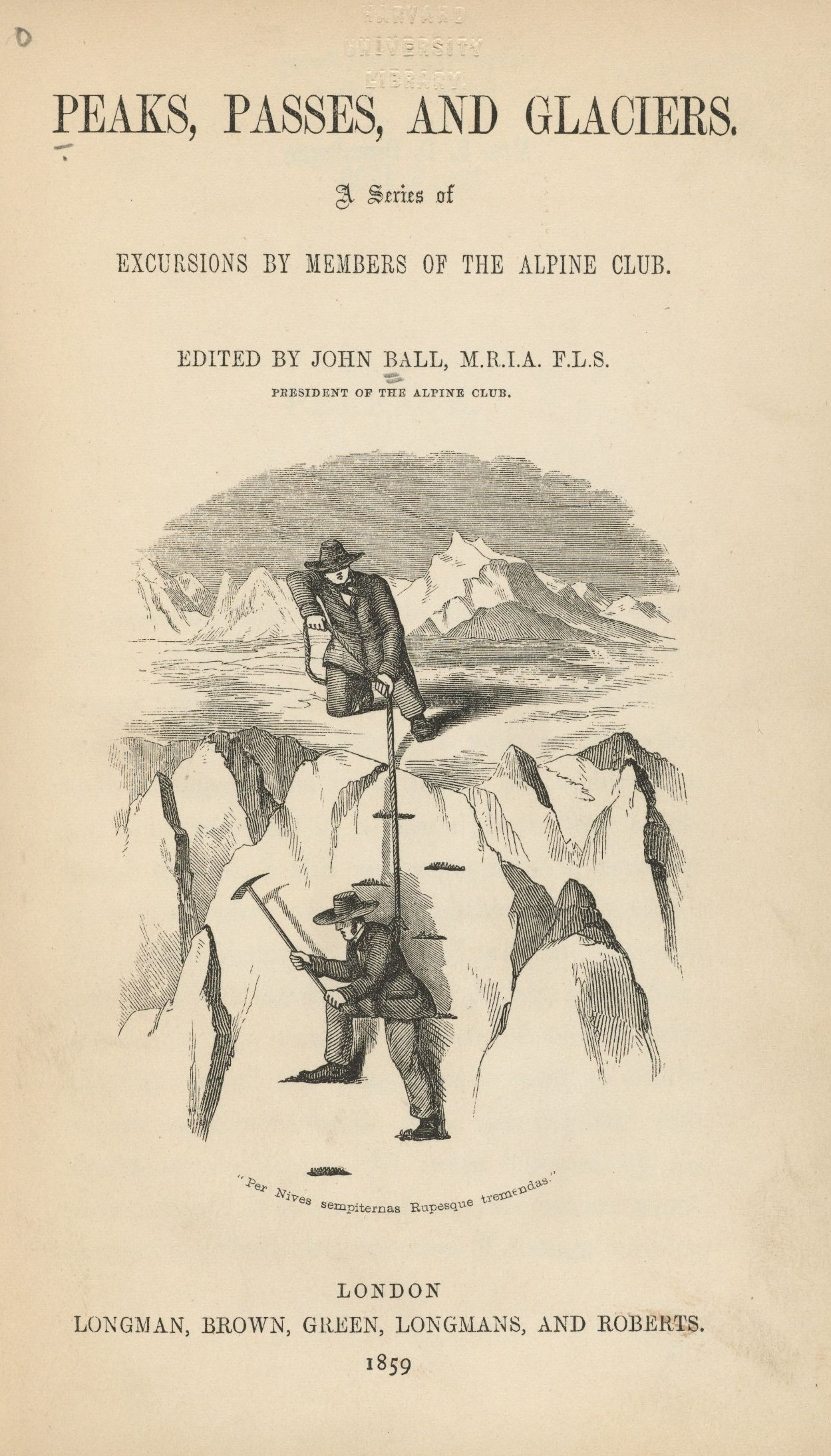
Titelblatt der ersten Ausgabe von Peaks, Passes and Glaciers (Vorgänger des Alpine Journal), 1859

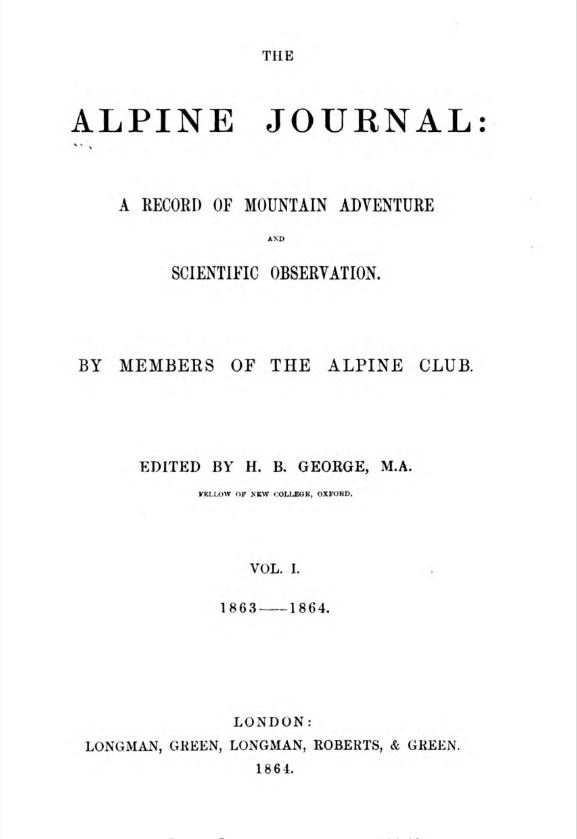
Titelblatt der ersten Ausgabe des Alpine Journal, 1863

Die erste Nummer des Magazins erschien am 2. März 1863 im Longman-Verlag in London. Der erste Herausgeber war Hereford Brooke George. Der Vorgänger der Zeitschrift hieß Peaks, Passes, and Glaciers und war in zwei Teilen erschienen: zunächst 1859 (mit John Ball als Herausgeber) und 1862 (in zwei Bänden) mit Edward Shirley Kennedy als Herausgeber.
Das Alpine Journal deckt den gesamten Themenbereich Berge und Bergsteigen ab und umfasst thematisch neben der Geschichte des Bergsteigens, Erstbesteigungen in den Alpen und der Erschließung des Himalaya bis hin zu aktuellen Expeditionen auch Geographie, Geologie und Ökologie, Medizin, Literatur und Kunst. Abenteuer, Ethik und Umweltschutz in den Bergen sind ebenfalls wichtige Themenschwerpunkte. Diese spannen einen Zeithorizont von den ersten Ausgaben bis heute. 1984 wurde ein amerikanischer Ableger der Zeitschrift gegründet.

## Onlinezugriff
Digitalisate sämtlicher Ausgaben des Alpine Journal von 1926 bis 2019 sind online auf der Website der Zeitschrift kostenlos verfügbar. Auch frühere Ausgaben des Alpine Journal aus dem Zeitraum 1863 bis 1926 sind online verfügbar; deren Digitalisierung erfolgte unter anderem an der University of California, der Princeton University oder der Bayerischen Staatsbibliothek.

## Bekannte Autoren
Folgende Autoren schrieben oder schreiben für das Magazin:
| Zeitraum      | Autor               | Co-Autor          | Quelle |
| ------------- | ------------------- | ----------------- | ------ |
| 1863 bis 1868 | unbekannt           | unbekannt         |        |
| 1868 bis 1872 | Leslie Stephen      | unbekannt         | [ 1 ]  |
| 1872 bis 1880 | Douglas Freshfield  | unbekannt         | [ 1 ]  |
| 1880 bis 1890 | unbekannt           | unbekannt         |        |
| 1890 bis 1893 | Arthur John Butler  | unbekannt         | [ 6 ]  |
| 1893 bis 1896 | unbekannt           | unbekannt         |        |
| 1896 bis 1926 | George Yeld         | unbekannt         | [ 1 ]  |
| 1920 bis 1926 | unbekannt           | John Percy Farrar | [ 1 ]  |
| 1927 bis 1937 | Edward Strutt       | unbekannt         | [ 1 ]  |
| 1937 bis 1949 | unbekannt           | unbekannt         |        |
| 1949 bis 1953 | Thomas Graham Brown | unbekannt         | [ 1 ]  |
| 1992 bis 1998 | Johanna Merz        | unbekannt         | [ 7 ]  |
| Seit 1998     | unbekannt           | unbekannt         |        |